# Taqali (Sprache)
Taqali (auch Tegali, Tagale, Tegele, Tekele oder Togole genannt) ist eine kordofanische Sprache, die in Kordofan im Sudan, in und um die Stadt Raschad gesprochen wird.
Sie zählt zur Gruppe der Raschad-Sprachen innerhalb der Niger-Kongo-Sprachfamilie und ist eng mit der Sprache Tagoi verwandt.
Es gibt zwei Varietäten, Raschad oder Gom (Kom, Ngakom, Kome) und Tegali-Proper. Man konstatiert, dass die zwei nahezu identisch sind, und als eine eigene Sprache betrachtet werden. Andererseits betrachten die Tegali selbst es als zwei getrennte Sprachen.